# Raión de Urén
El Raión de Urén (en ruso: Уре́нский район) es uno de los cuarenta raiones del óblast de Nizni Nóvgorod, Rusia. Se encuentra en el norte del óblast. Su centro administrativo es el pueblo de Urén.
El área del distrito es de 2102,7 km².

## Historia
El distrito se estableció en 1929.

## Demografía
Tiene una población de 30 106 personas (2010). La población de Urén representa el 40,9% de la población total del distrito.